# ファンケル

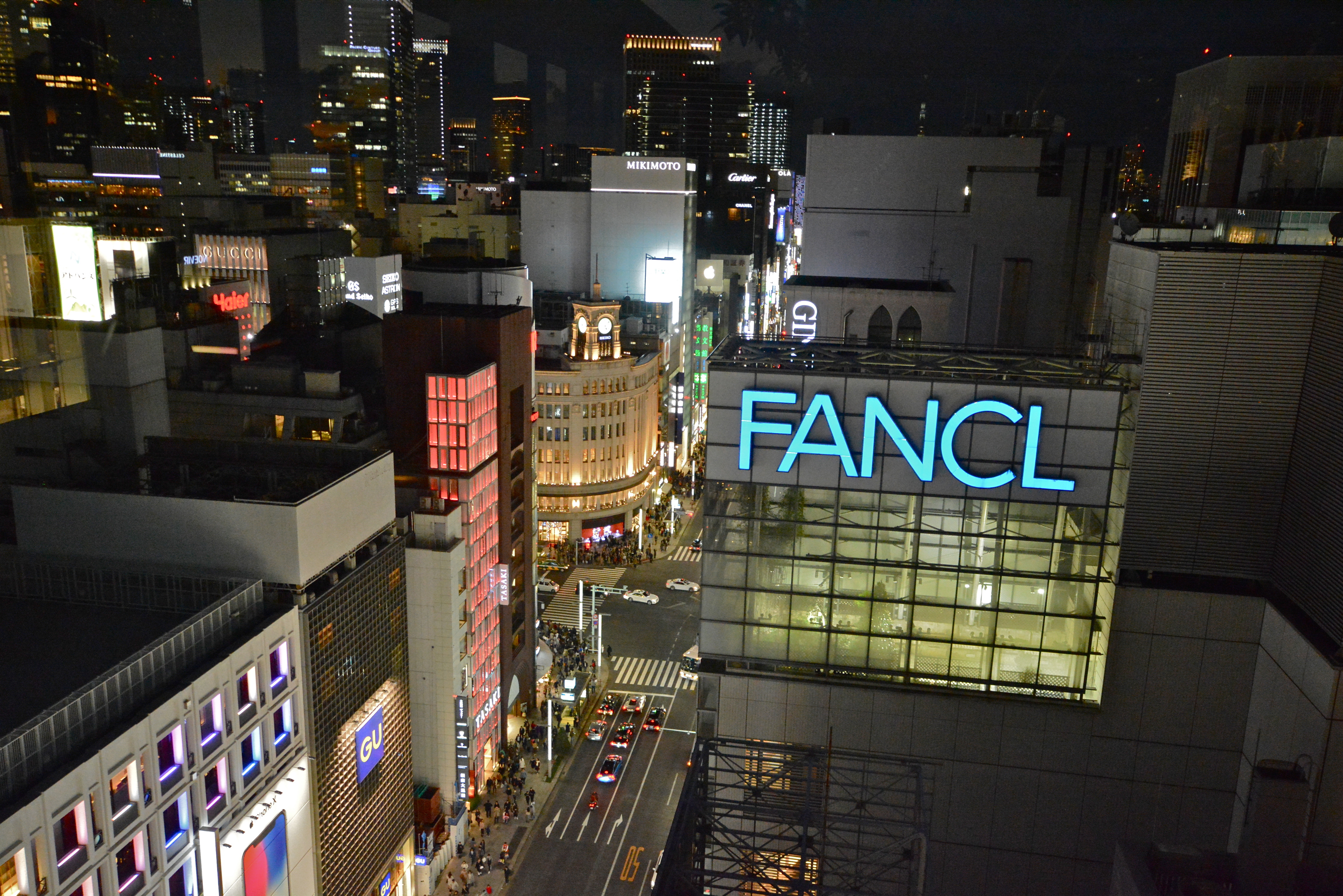
GINZA SIXから見るファンケル銀座スクエア（東京都中央区銀座5丁目 2017年11月）

株式会社ファンケル（英: FANCL CORPORATION）は、化粧品・健康食品（サプリメント等）の製造・販売を行う日本の企業。神奈川県横浜市中区に本社を置く。創業以来長らく、本社を横浜市栄区に置いていた（上郷町で創業後、飯島町へ移転）。コーポレートスローガンは『正直品質。』。
2019年にキリンホールディングスと資本業務提携を締結し、同社の持分法適用関連会社となり、2024年に同社の子会社となった。

## 概要
社名「ファンケル」の由来は「ファイン・ケミカル」（fine chemical、日本語で「混じりけのない化学製品」）の略語からで、前社名の「ジャパンファインケミカル販売株式会社」もこれに由来する。また「不安を蹴る=ファンケル」という説 もある。
1980年の創業（会社設立は翌年）以来、無添加化粧品を長年製造販売している。鮮度を表す製造年月日の表示や、5ml入りの使い切りミニボトル（通称「バイアル瓶」）を開発するなど、化粧品業界では初となる試みも、創業者の池森賢二のアイデアによるものである。
後述のとおり（#歴史節を参照）全くの異業種からの参入で、老舗企業の多い化粧品業界では後発である。そのため創業以来、既存の大企業に対抗するべく研究開発に注力しており、海外特許約150件、国内特許約460件（2021年6月時点） を取得している。
関連会社として、同じく化粧品・健康商品などを扱うアテニアなどがある。

## 歴史

### 創業と事業拡大
池森は1937年（昭和12年）6月1日に三重県（現在の伊勢市）で生まれる。産能短期大学を中退後、結婚を機に1959年（昭和34年）4月に神奈川県小田原市の都市ガス会社である小田原瓦斯株式会社 に入社。小田原・箱根地区でプロパンガスボンベの配達やガス工事業務に従事し、高圧ガスの作業主任資格を取得する。
1973年（昭和48年）に37歳で同社を退職し、出資者を募ってアイデア商品の雑貨販売を営む会社を起業したものの、2年ほどで廃業。事業失敗による当時の金額で約6,000万円という多額の借金を返済するため、兄が東京都で経営していたクリーニング店の営業を手伝い、2年余で借金を完済した。この経験が自信につながったという。
借金完済の直後に、ファンケル創業の契機となる出来事が起きる。池森の妻が化粧品による肌荒れに悩んでおり、肌を美しくするための化粧品が肌トラブルの原因となっていることに池森は疑問を抱くことになる。高度成長期の日本では、さまざまな公害が社会問題となり、1970年代後半には食品添加物などによる食品公害と並び、化粧品公害が問題となっていた。
池森が知人の皮膚科医に聞いたところ、化粧品による肌荒れの大半は接触皮膚炎であり、その原因のひとつが防腐剤や殺菌剤、香料などの添加物であると知る。そこで池森は知人の技術者に依頼して無添加化粧水のサンプルを作成させたが、防腐剤不使用では日持ちしないため、池森は5mlの小分け容器に詰めて使い切りサイズで販売することを発案した。また当時は化粧品を使えば使うほど良いという宣伝広告がされていたため、化粧品の過剰使用が肌トラブルを引き起こしていたことから、無添加に加えてシンプルな使用をコンセプトとして掲げた。これがファンケルの無添加化粧品の出発点となった。
こうして1980年（昭和55年）4月、池森は42歳で 無添加化粧品の製造を個人創業して販売を開始。1981年（昭和56年）8月18日には法人化し、ファンケルの前身となるジャパンファインケミカル販売株式会社を設立。本社を横浜市戸塚区（現：栄区）上郷町1740番地85に置いた。翌1982年（昭和57年）7月には株式会社ファンケルへ商号変更した。
ファンケルの無添加化粧品は敏感肌やアトピー性皮膚炎などの皮膚障害に悩む人々に支持され、1998年には株式を店頭公開、翌1999年には東証1部上場を果たした。
1990年代には健康食品事業に進出し、1994年（平成7年）2月にサプリメント28品目の通信販売を開始した。当時の健康食品は高価な上に怪しげな商法が多くイメージが悪かったため、健康食品に代えて「サプリメント」という名称を用いるとともに、当時の相場の1/5程度の低価格で販売しイメージアップを図った。これにより日本でもサプリメントの使用が習慣として定着し、サプリメントブームが起こるに至った。また1999年（平成11年）には発芽米事業を開始して発芽玄米を発売した。

### 創業者の社長引退
池森は社長時代から「経営者は老害にならないように65歳ぐらいで引退した方がいい」として、65歳になったら引退すると表明して自ら定年制を設け、65歳となった2003年に社長を退任した。この判断にはダイエー創業者の中内功が引退時期を見誤ったことも教訓となったと池森は述べている。池森は同年に会長、2005年に名誉会長に就任し、いったんは経営の第一線から退いた。
池森は1992年1月の社内報『はぁもにぃ』に「残り10年で後継者を育て心置きなくバトンタッチしたい」と書いたものの、「しかし10年後には、期待する後継者像を満たす人材が社内にいなかった。後継者の育成に失敗した」と語り、社外から後継者を招聘することとした。しかし後継者選びは難航し、その後は経営陣がたびたび交代した。2003年6月にはダイエー出身で元ローソン社長の藤原謙次 が、ダイエー取締役からローソンの社長となって店舗数を増やした実績を買われ、2代目社長に就任した。
2007年3月には宮島和美が3代目社長に就任した。宮島は池森の義弟にあたり、ダイエー出身で中内功の秘書を長く務めた。しかし翌2008年6月には蛇の目ミシン工業出身の成松義文 が4代目社長に就任し、宮島は会長に就任。池森退任後のわずか5年間に4人の社長が入れ替わるという迷走ぶりとなった。
ファンケルは典型的な製造小売業 (SPA) として、製造から販売までを自社で一貫して行ってきた。しかし池森退任後の2000年代にはこの経営理念が薄れ、創業以来の独自色が失われたことで業績は悪化していた。池森は業績立て直しのため2013年1月に執行役員、同年4月から会長に就任して経営に復帰。組織再編や不採算事業の廃止、社員教育のための社内大学「ファンケル大学」設立などの改革を進めた。他社依存からの脱却を掲げ、池森は「3年で経営を立て直す」と宣言。ドラッグストアへ販路を拡大したことが功を奏し、折からのインバウンド需要も手伝って業績は回復した。2017年4月にはダイエー出身の島田和幸が社長に就任し、宮島は副会長となった。
宮島はダイエー時代からファンケル社長室長を務め、ファンケルに移ってからもブレーンとして創業者の池森を支えてきた。後継者選びの過程で、創業者の義弟として同族経営をすることも考えられたが、しかし社長としては長く続かなかった。なお、池森の長男は画家となっており後継者とはなりえなかった。

### キリンHDとの資本業務提携
2019年6月1日に82歳となった池森は、同年8月に東京都内で行われた記者会見でキリンホールディングスへの株式譲渡を発表。池森（持株比率9.53%）とその親族、資産管理会社などが保有するファンケル株を市場外の相対取引によりキリンHDへ譲渡した。「私が引退していた10年間、業績が衰退し社員に大きな不安を与えてしまった。ファンケルの将来を託せる信頼できる会社に譲った方がよいとの結論になった」、「私が死んだら社員は困る。自分で判断できるうちに社員にとって最良の道筋をつけるのが責任だと思うようになった」と語った。またキリンHDについて「品位のある企業として好印象を持っていた。交渉相手は最初から1社に絞り、私が勝手に選んで勝手に申し込んだ」と述べた。
これによりキリンHDは、ファンケルの発行済み株式の30.3%（議決権ベースでは33%）を1,293億円で取得してファンケルを持分法適用関連会社とした。
2024年6月14日、キリンHDは株式公開買付け（TOB）を行うことを発表した。TOB及び株式併合を経て、2024年12月にキリンHDの完全子会社となった。

## 沿革

### 1980年代
- 1980年（昭和55年）4月 - 池森賢二の個人創業により、無添加化粧品の製造および通信販売を開始[4]。
- 1981年（昭和56年）8月18日 - 株式会社ファンケルの前身となるジャパンファインケミカル販売株式会社を設立[4]。本社所在地は横浜市戸塚区（現：栄区）上郷町1740番地85、資本金1,500万円[5]。
- 1982年（昭和57年）
  - 7月 - ジャパンファインケミカル販売株式会社が、株式会社ファンケル（初代）へ商号変更[5]。
  - 12月 - 化粧品業界初の試みとして、5mlの使い切りミニボトル（バイアル瓶）詰めの無添加基礎化粧品と「洗顔パウダー」を発売[4]。
- 1984年（昭和59年）
  - 4月 - ファンケル美容研究所（株式会社ファンケル美研、1969年9月設立[5]）を子会社化し、無添加化粧品の自社生産体制を確立する[4]。
  - 9月 - 情報誌『エスポワール』を創刊[4]。
- 1985年（昭和60年）11月 - 株式会社ファンケル化粧品（初代）を設立[5]。事業内容は化粧品の製造販売、貴金属・骨董品の売買等、資本金1,000万円[5]。
- 1986年（昭和61年）
  - 1月1日 - 株式会社ファンケル（初代）が、株式会社ファンケル化粧品（初代）に営業権を譲渡し、本社を横浜市戸塚区（現：栄区）上郷町1291番地に移転[5]。以降は株式会社ファンケル化粧品（初代）が実質的な業務を承継[5]。株式会社ファンケル（初代）は事業内容を不動産の管理賃貸・出版業に変更[5]。
- 1987年（昭和62年）12月 - ニコスター株式会社（1984年9月設立）を100%子会社化[5]。
- 1988年（昭和63年）7月 - 通信販売に24時間コンピュータ自動受付システムを導入[4]。
- 1989年（平成元年）
  - 2月 - 株式会社アテニアを設立[4]（4月よりアテニア化粧品を販売開始[4]）。
  - 4月 - 本社を横浜市栄区飯島町109番地へ移転[5]。

### 1990年代
- 1991年（平成3年）
  - 5月 - 株式会社ポルネット（1986年1月設立）および株式会社アテニア（1989年2月設立、連結子会社）を100%子会社化[5]。
  - 6月 - 株式会社ファンケル美研（1969年9月設立）が[5]、千葉県流山市の流山工業団地内に新工場を完成（現：ファンケル美健千葉工場）[4]。
  - 10月 - 株式会社ファンケル化粧品（初代）が、株式会社ファンケル（初代）を吸収合併[5]。
  - 12月 - 株式会社ファンケル化粧品（初代）が、株式会社神奈川中央精米センター（1982年5月設立）を100%子会社化[5]。株式会社神奈川中央精米センターは、株式会社ファンケル（2代）へ商号変更[5]。
- 1992年（平成4年）11月 - 通信販売の配送箱に、郵便受けに投函可能な薄型ポストサイズを導入し、商品配送に順次採用する[4]。
- 1993年（平成5年）
  - 3月1日 - 株式の額面金額を50,000円から500円に変更するため、株式会社ファンケル（2代）が、株式会社ファンケル化粧品（初代）と株式会社ポルネットを吸収合併[5]。以降は株式会社ファンケル（2代）が形式上の存続会社となり両社の業務を承継[5]。
  - 9月 - メイクアップ商品として、無添加メイク「ベルメール」を発売[4]。
- 1994年（平成7年）
  - 2月 - サプリメント商品を発売、28品目の通信販売を開始する[4]。
  - 11月 - 社団法人ニュービジネス協議会が主催する「第5回ニュービジネス大賞」優秀賞を受賞[4]。
- 1995年（平成7年）3月 - 初の直営店舗として、静岡県静岡市にアンテナショップを出店（のち「ファンケルハウス」静岡青葉通り店、2015年3月閉店）[4]。
- 1996年（平成8年）
  - 4月 - 株式会社ファンケル（2代）が、ファンケルの化粧品製造を行っていた株式会社ファンケル美研を吸収合併[5]（現：株式会社ファンケル美健千葉工場[5]）。製造・販売体制を一本化する[5]。
  - 4月 - 返品・交換の無期限保証制度を開始[4]。使用済み商品でも肌に合わなかった場合は無期限で返品・返金または商品交換に応じるもので、化粧品業界初の試みとなる。
  - 10月 - 直営店「ファンケルハウス」1号店を香港に出店[4]。
  - 12月 - 公式ウェブサイトを開設[4]。
- 1997年（平成9年）
  - 1月 - 通信販売で「置き場所指定お届けサービス」を開始[4]。商品配送場所を玄関前、集合ポスト、自転車カゴ、ガスメーターボックスなどと指定できるもので、いわゆる「置き配」サービスの先駆けとなる。
  - 8月 - オンラインショップを開設、インターネット通販を開始[4]。
  - 12月 - メイク落とし「マイルドクレンジングオイル」を発売[4]。同社の主力商品となる[20]。
- 1998年（平成10年）
  - 5月 - 無添加基礎化粧品をリニューアル、環境問題に配慮して容器をバイアル瓶からポリエチレンナフタレート（PEN）樹脂製に変更[4]。
  - 6月 - 視覚障害者用の触覚式商品識別シール「ファンケル・タッチマークシール」を開発し、貼付サービスを開始[4]。
  - 11月 - 株式を店頭公開[4]。
- 1999年（平成11年）
  - 1月 - 敏感肌用肌着を販売開始、乾燥敏感肌用基礎化粧品「FDR」シリーズを発売[4]。
  - 2月 - 男性用無添加基礎化粧品「ジーナス」シリーズを発売[4]。
  - 2月 - 千葉工場を増設[5]。特例子会社として株式会社ファンケルスマイルを設立[4]。
  - 3月 - ファンケル中央研究所（現：ファンケル総合研究所）を横浜市戸塚区に設立[4]、化粧品研究センターと食品科学研究所を統合[5]。
  - 7月 - セブン‐イレブンでサプリメントの販売を開始[4]。コンビニエンスストアへ販路を拡大。
  - 8月 - 株式会社ファンケルドーマーを設立[5]、発芽米事業を開始[4]。発芽玄米「ファンケル発芽米」を発売。
  - 12月 - 東京証券取引所市場第一部に上場[4]。

### 2000年代
- 2000年（平成12年）
  - 5月 - ダイエット用サプリメント「カロリミット」を新発売[4]。
  - 8月 - 横浜市に本社を置くコンビニエンスストアのスリーエフ（現：ローソン・スリーエフ）全店で「ファンケル青汁」を販売開始[4]。
  - 9月 - ローソン全店で「洗顔パウダー」を販売開始[4]。
  - 10月 - 株式会社ファンケル発芽玄米を設立、発芽米事業を移管[4]。
- 2001年（平成13年）
  - 7月 - 栄養補助食品製造部門の営業権をニコスター株式会社へ譲渡[5]。
  - 8月 - ゴルフトーナメント「ファンケルシニアクラシック」（現：ファンケルクラシック）第1回を開催[4]。
  - 12月 - 本社機能を横浜市中区山下町89番地1へ移転[5]（新本社ビル「ファンケルビル」、横浜市栄区飯島町から移転）。
- 2002年（平成14年）
  - 4月 - 株式会社ファンケル発芽玄米の長野工場が稼働開始[4]。
  - 5月 - サプリメントのカプセルを植物由来原料（プルラン）へ切り替え開始[4][注釈 3]
  - 10月 - ファンケルグループの製造および生産部門の管理・統括会社として株式会社ファンケル美健を設立[4]（100%子会社、連結子会社[5]）。
- 2003年（平成15年）
  - 4月 - 銀座5丁目に旗鑑店として「ファンケルスクエア」を開店[4]。
  - 6月 - 藤原謙次が代表取締役社長（2代目）に就任。
  - 9月 - 滋賀県蒲生郡に株式会社ファンケル美健滋賀工場を設置[5]。
- 2005年（平成17年）4月 - 会社分割により、株式会社ファンケル美健が千葉工場を承継[5]。ファンケル美健千葉工場となる[5]。
- 2006年（平成18年）12月 - 佐賀県への出店により、全国47都道府県に直営店舗の出店完了[4]。
- 2007年（平成19年）3月 - 宮島和美が代表取締役社長執行役員（3代目）に就任[4]。
- 2008年（平成20年）
  - 6月 - 成松義文が代表取締役社長執行役員（4代目）に就任[4]。
  - 7月 - ニコスター株式会社が、ニコスタービューテック株式会社（初代）を設立[5]。
- 2009年（平成21年）
- 5月12日 - 一般社団法人日本発芽玄米協会（現：一般社団法人高機能玄米協会）を設立、本部をファンケル本社内に置く[21]。池森賢二が会長に就任[11]。
  - 8月 - 銀座2丁目に日本初のトータルヘルスケア施設「ファンケル健康院」を開院[4]。

### 2010年代以降
- 2012年（平成24年）
  - 3月 - 平成23年度「かながわ地球環境賞」を受賞[4]。
  - 11月 - 「新・無添加スキンケア」の雑誌広告が「第55回日本雑誌広告賞」コスメティック部門で銀賞を受賞[4]。
- 2013年（平成25年）
  - 1月 - 創業者の池森賢二が、名誉会長から名誉会長兼執行役員として経営に復帰[4]。
  - 6月3日 - 社員研修の拠点として、新橋にファンケル大学本校を設置し開校式を実施（設立は同年3月1日付）[22]。
  - 4月 - 池森賢二が会長執行役員に就任、宮島和美が代表取締役社長執行役員（5代目）に就任[4]。
  - 10月 - 銀座の「ファンケルスクエア」を「ファンケル銀座スクエア」としてリニューアル[4]。
  - 12月 - 環境省から平成25年度「地球温暖化防止活動環境大臣表彰」を受賞[4]。
- 2014年（平成26年）
  - 4月 - 化粧品部門および健康食品部門を会社分割（簡易新設分割）[5]、化粧品事業を株式会社ファンケル化粧品（2代）、健康食品事業を株式会社ファンケルヘルスサイエンスとして会社を新設[5]。株式会社ファンケルは持株会社となる[4][5]。
  - 4月 - ドラッグストアで「マイルドクレンジングオイル」と「洗顔パウダー」を販売開始[4]、販路を拡大。
  - 4月 - 株式会社アテニアが創業25周年を記念して新ブランドロゴを制定[4]。
  - 5月 - 触覚式製品識別シール「タッチマークシール」を16年ぶりに改良[4]。
  - 11月 - セブン&アイ・ホールディングスと共同開発した「ボタニカル フォース」シリーズを新発売[4]（「セブンプレミアム ライフスタイル」専売品）。
- 2015年（平成27年）
  - 1月 - ファンケル創業35周年[注釈 4]記念キャンペーンを15か月間開催[4]。
  - 4月 - ローソン全店で「マイルドクレンジングジェル」「エイジングケア洗顔クリーム」を先行発売[4]。
  - 12月 - 「女性が輝く先進企業」内閣府特命担当大臣表彰を受賞[4]。
- 2016年（平成28年）2月 - 無添加男性化粧品「ファンケル メン」シリーズを新発売[4]。
- 2017年（平成29年）
  - 3月 - 20代から30代の働く女性向け新業態店舗「FANCL Beauty&Health」をマロニエゲート銀座、新宿マルイ本館に開店[4]。
  - 4月 - 株式会社ファンケルを存続会社として、株式会社ファンケル化粧品と株式会社ファンケルヘルスサイエンスを吸収合併[4][5]。持株会社制を解消する[4][5]。
  - 4月 - 島田和幸が代表取締役社長執行役員CEO（6代目）に就任[4]。
  - 9月 - ファンケルが運営する「健康レストラン」とその「健康メニュー」が、神奈川県から「ME-BYO BRAND」に認定される[4]。黒岩祐治神奈川県知事が推進する「未病コンセプト」に基づくもの。
  - 11月 - 食品ロス削減などの取り組みにより、横浜市から「食の3Rきら星活動賞」を受賞[4]。
  - 11月 - ダイバーシティ推進スローガン「みんな違ってあたりまえ」を制定[4]。
  - 12月 - セブン&アイ・ホールディングスとの共同開発商品「ボタニカル フォース」を全面リニューアル[4]。容器デザインも変更。
- 2018年（平成30年）
  - 1月 - 楽天市場「ショップ・オブ・ザ・イヤー2017」で、ファンケル楽天市場店が特別賞を受賞[4]。
  - 3月31日 - 吸収分割により、株式会社ファンケル美健が株式会社ファンケル発芽玄米の発芽米製造事業を承継[5]。同日付で株式会社ファンケルが株式会社ファンケル発芽玄米を吸収合併[5]。
  - 4月 - 30歳前後の女性向け基礎化粧品「AND MIRAI」シリーズを新発売[4]。
- 2019年（令和元年）
  - 3月 - 直営店全店でポリエチレン製レジ袋を廃止[4]。
  - 4月 - イオンモール名取に新業態店舗「FANCL New me」1号店を開店[4]。
  - 7月 - イオンモール川口前川に新業態店舗「FANCL Spot」1号店を開店[4]。
  - 8月 - キリンホールディングスと資本業務提携契約を締結[4]。同社がファンケルの株式30%を取得することを発表。
  - 12月 - 「バリアフリー・ユニバーサルデザイン推進功労者表彰」で内閣特命担当大臣奨励賞を受賞[4]。
- 2020年（令和2年）
  - 1月 - 株式会社ファンケル美健が、100%子会社として株式会社ファンケルラボを設立[5]。
  - 3月 - 株式会社ファンケル美健が、千葉県流山市に「マイルドクレンジングオイル」専用工場を設置[5]。
- 2024年（令和6年）
  - 9月19日 - キリンホールディングスがTOBにより持株比率を議決権所有割合ベースで75.24%とし、同社の子会社となる[23][24]。
  - 12月18日 - 東京証券取引所プライム市場上場廃止[2]。
  - 12月20日 - 株式併合によりキリンホールディングスの完全子会社となる[2]。

## ラインナップ
- 化粧品
1980年（昭和55年）の創業以来、無添加にこだわりつづけている。
  - 無添加モイスチャライジングライン
  - 無添加エイジングケアライン
  - 無添加ホワイトニングライン
  - 無添加アクネケアライン
  - 無添加BCライン
  - 無添加FDRライン
  - 無添加メンライン
- 健康食品・サプリメント
健康食品がまだ高価だった1994年（平成6年）、ファンケルは高品質・低価格なサプリメントを販売し、健康食品を一気に身近なものにした。
さらにツイントース(R)やHTC(R)コラーゲンなどオリジナル成分の開発にも着手している。
  - サプリメント
  - 発芽玄米
  - 青汁
  - 快適肌着
  - 雑貨

## 直営店
一部の店舗を除き、電子マネーQUICPayが利用できる。また、出店先によっては交通系ICカードも使える店舗がある。
- ファンケルハウス
- ファンケルハウスj
- ファンケル元気ステーション
- ファンケル銀座スクエア

## グループ会社
2021年4月1日現在。
- 株式会社アテニア
- 株式会社ネオエフ
- 株式会社ファンケル美健
- 株式会社ファンケルラボ
- 株式会社ファンケルスマイル（特例子会社）
- 株式会社ファンケル保険サービス
- ニコスタービューテック株式会社
- FANCL ASIA (PTE.,) LTD.
- FANCL INTERNATIONAL,INC.
- boscia,LLC
- FANCL (Shanghai) Business Consulting Limited

### 過去のグループ会社
- 株式会社ファンケル化粧品 - 株式会社ファンケルへ吸収合併
- 株式会社ファンケルヘルスサイエンス - 株式会社ファンケルへ吸収合併
- 株式会社ファンケル発芽玄米 - 株式会社ファンケル美健へ吸収合併
- 台湾芳珂股份有限公司
- 艾天然化粧品（上海）有限公司

## テレビ番組
- 日経スペシャル カンブリア宮殿（テレビ東京）
  - 「あきらめるのはまだ早い ～成功のカギはすぐそばに!～」（2007年5月21日）- 名誉会長 池森賢二出演[26]。
  - 「元気すぎる創業者 大逆転SP」 ～引退からの挑戦!なぜ奇跡は起きたのか?～（2019年12月19日）- 創業者 池森賢二出演[27]。

## コマーシャル
横浜スタジアムのバックネット裏に看板を掲示している。

### イメージキャラクター
健康食品事業のコマーシャルには、読売ジャイアンツに在籍していた原辰徳を起用している。原はファンケルの「パートナー」として、同社がスポンサーとなっている野球教室「ファンケルキッズベースボールチャレンジ」にも携わっている。

### スポンサー番組
- 日本テレビ系列
  - 感動紙芝居優しさ便り
  - ズームイン!!SUPER→ZIP!（山梨放送、福井放送、木曜6時台前半スポンサー）
  - スッキリ!!（9時台前半スポンサー）
  - ネプ&イモトの世界番付
  - 人生が変わる1分間の深イイ話
  - 幸せ!ボンビーガール
- TBS系列
  - アシタスイッチ（中部日本放送制作・一社提供）
  - がっちりマンデー!!
  - ぴったんこカン・カン
  - 名医のTHE太鼓判!
  - 坂上&指原のつぶれない店
  - 王様のブランチ（テレビ山梨、第1部スポンサー）
  - 駆け込みドクター!運命を変える健康診断
- テレビ東京系列
  - うた世紀ベストテン
  - 快楽!じゃま式ランキング
- フジテレビ系列
  - HEY!HEY!HEY! MUSIC CHAMP
  - 力の限りゴーゴゴー!!
  - 木曜劇場[28]
  - VS嵐
  - 新堂本兄弟
  - めざましどようび（沖縄テレビ、6時台スポンサー）
  - FNNスーパータイム（東海テレビ）
- テレビ朝日系列
  - 関ジャニの仕分け∞
- BS-TBS
  - 吉田類の酒場放浪記
- BSジャパン
  - 開運!なんでも鑑定団
  - 空から日本を見てみよう plus
- ニッポン放送
  - Love YOKOHAMA
- テレビ神奈川
  - ハマナビ

## 不祥事
2003年、関連会社への転籍を拒否した従業員2人に対し、仕事を与えない、他の社員と隔てられたデスクに着かせる等の「いじめ」を行った。
元従業員2人は、その精神的苦痛による体の不調を訴え、後にうつ病と診断された。
これを受け8月29日、横浜西労働基準監督署は2人のうつ病に対し業務起因性を認め、労働災害として認定した。
この「社内隔離」による労災認定は日本初の事例となっている。

## 特許訴訟
2009年にDHCが販売開始したメイク落とし「DHCマイルドタッチクレンジングオイル」が、ファンケルの主要製品の一つである「マイルドクレンジングオイル」 の特許を侵害しているとして、2010年にファンケルがDHCを相手取り、特許侵害による損害賠償7億1,000万円の支払いと販売差し止めを求めて提訴した。
一審では、2012年5月23日の東京地裁判決（大須賀滋裁判長）は特許権侵害を認め、DHCに約1億6000万円の賠償を命じた。販売差し止めについては、すでに製造販売を終えているとして退けた。この判決に対して両社は控訴した。
控訴審は、2013年7月9日、知財高裁（塩月秀平裁判長）で和解が成立した。
ファンケルは1997年12月に「マイルドクレンジングオイル」を発売。入浴中など手や顔がぬれた状態でも使えることを特徴とした製品である。判決などによると、ファンケルは2008年9月に特許を出願し、2009年8月に登録した。DHCは2009年から「DHCマイルドタッチクレンジングオイル」を同様のコンセプトで製造・販売していた。
なお、同製品に関するファンケルの特許を巡っては、特許庁が2012年1月に無効審決を出している。

## 書籍

### 関連書籍
- 『ベンチャー・ドキュメント ファンケル あくなき挑戦』（編者:神奈川新聞社編集委員室）（2001年6月29日、神奈川新聞社/一満舎）ISBN 9784907669072